# Istmia
Istmia (griego antiguo Ἴσθμια) es un sitio arqueológico, antiguo santuario de Poseidón, situado al noreste del Peloponeso (Grecia) cerca del istmo de Corinto, donde en la Antigüedad tenían lugar los Juegos Ístmicos (griego antiguo Ἰσθμιάδες - Isthmiades). 

Mapa del istmo de Corinto.

## Historia
En 196 a. C., el general romano Tito Quincio Flaminino proclamó, en el transcurso de los juegos, la independencia de los griegos, liberados del yugo de Macedonia. 

## Restos arqueológicos

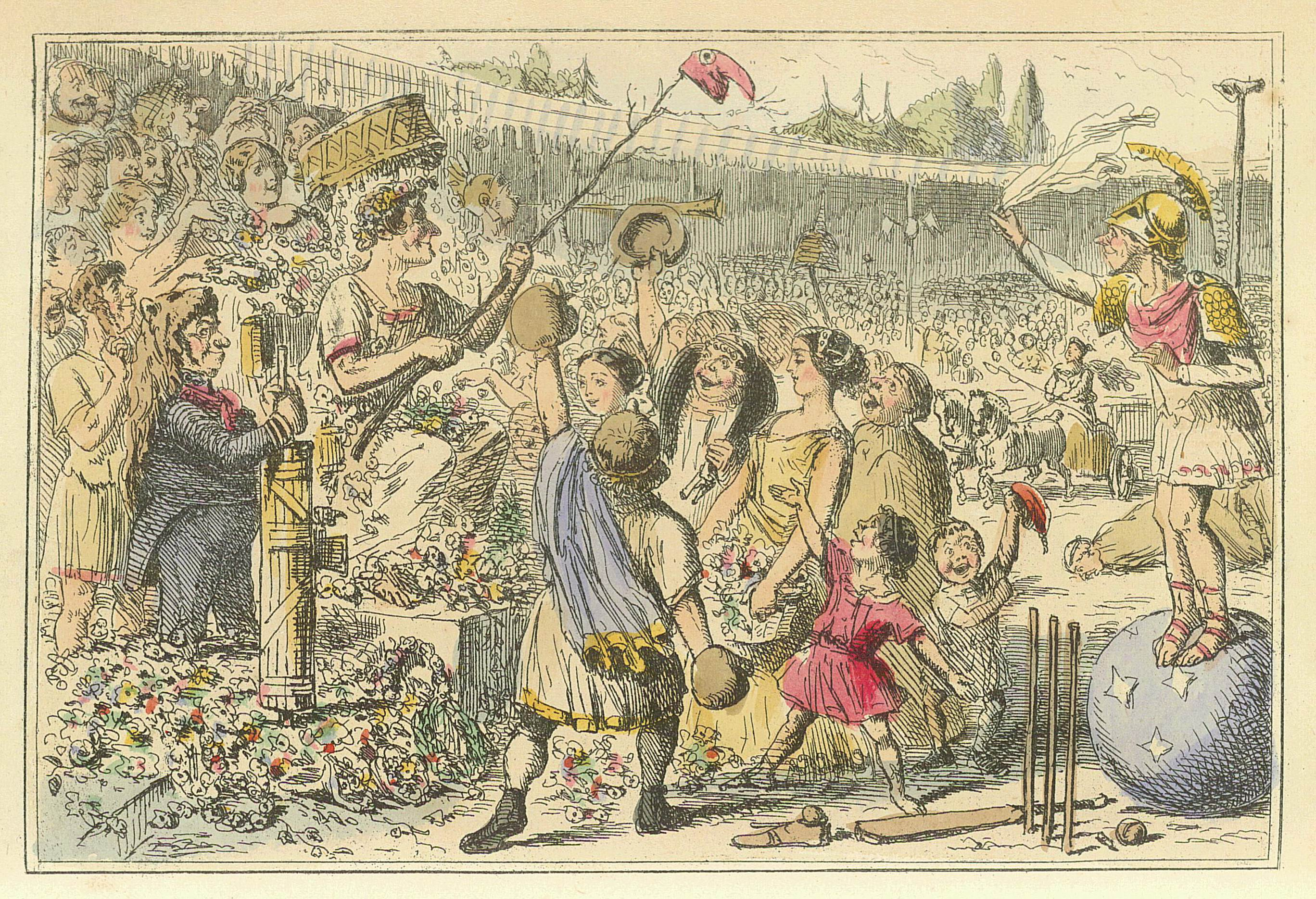
Tito Quincio Flaminino restaurando la libertad de las ciudades griegas en los Juegos Ístmicos. Caricatura de John Leech, 1850.

### Heroon de Palemón
Quedan pocos elementos visibles del santuario. Se pueden mencionar los cimientos del templo de Palemón, también llamado Melicertes, construido por el emperador Adriano, donde estaba representado cabalgando en un delfín. Estaba situado junto al santuario de Poseidón. Fue construido precisamente sobre la línea de salida del primitivo estadio. Su núcleo principal era un pequeño edificio circular en forma de tholos, con columnas jónicas. Figura en algunas monedas romanas de Corinto.

### Templo de Poseidón
El templo arcaico de Poseidón Istmio se construyó hacia 690-650 a. C. Fue destruido en la época de las guerras médicas y se reconstruyó, con mayor tamaño, en 465-460 a. C. Incendiado durante la guerra de Corinto, en 390 a. C., permaneció en pie hasta la época tardorromana. Durante el siglo II fue remodelado e integrado en un recinto más amplio, adornado en tres de sus lados con pórticos y con una entrada monumental (propileos) hacia el mar.
Se trataba de un templo de piedra de orden dórico períptero. Los cimientos muestran que el templo tenía forma de rectángulo muy alargado (medían 40 x 14 m) y un peristilo de siete columnas de madera sobre los lados menores y 19 sobre los mayores. Contaba con 13 columnas en los lados mayores y 6 en los menores. Su estilóbato medía 54 x 23 m. Los muros de la cella eran de piedra estucada y pintada con dibujos. Una fila de columnas recorría también el interior de la cella y de la pronaos antiestante. Es posible que estuviera decorado con elementos escultóricos en los frentes y en las metopas, aunque de él quedan pocos restos seguros entre los pertenecientes a la posterior construcción del siglo V a. C.: pequeños fragmentos de piedra del lugar y tejas de cobertura, aparte de los cortes de los cimientos.
Según Pausanias en el pronaos había dos estatuas de Poseidón, una de Anfitrite y una de Talasa, todas de bronce. Herodes Ático ofrendó cuatro caballos de oro con excepción de los cascos. Junto a los caballos había dos tritones de oro, de marfil de cintura para abajo. Sobre el carro se erigieron estatus de criselefantinas de Anfitrite y Poseidón, y un niño, Palemón, en pie sobre un delfín. Talasa está representada en relieve situada en medio de la basa del carro, sosteniendo a Afrodita niña, y a sus flancos las Nereidas.

### Estadios
Particularmente reseñable es la línea de salida de la carrera pedestre del estadio, en forma de triángulo isósceles con una depresión circular en lo alto. Esta línea terminaba en un largo umbral donde se alineaban los atletas, separados entre sí por elementos verticales cerrados por barras horizontales de madera. Detrás de ellos, dentro de un foso, el que daba la señal de salida maniobraba las cuerdas dispuestas en forma de abanico, que guiadas por caballeros de bronce (aún restan en el sitio) se bajaban todas a la vez ante los corredores para dar la señal de salida. El estadio estaba construido con piedra caliza del Acrocorinto. Tenía 16 calles de 1,5 m de anchura. El estadio más antiguo fue desplazado hacia el sureste y en el nuevo estadio, construido en el siglo IV a. C., tuvo lugar la proclamación de Flaminino.

### Teatro
El teatro pertenece al periodo helenístico con restauraciones posteriores.

### Termas romanas
Las termas romanas de Istmia conservan numerosas pilastras que sostenían el pavimento de las aguas calientes. También se conservan decoraciones de mosaicos en el complejo termal, con figuras de delfines y calamares, entre otras.

### Fortaleza de Justiniano
Fue construida con materiales procedentes del santuario de Poseidón que Justiniano hizo demoler para levantar esta construcción que formaba parte de las defensas del istmo.

### Otros hallazgos
Durante las excavaciones aparecieron muchos objetos votivos pertenecientes al templo, figuras de bronce, y fragmentos de un centenar de cascos. Un gran perirranterio, es decir, una copa de agua para libaciones, sostenida por figuras femeninas y cuyo estilo nos remite al 650 a. C., constituye un excelente ejemplo de la escultura griega arcaica, todavía relacionada con el arte dedálico.

## Historia de las excavaciones
Algunas columnas dóricas aparecidas en una fortaleza bizantina ya habían hecho sospechar al francés Paul Monceaux en 1883 que bajo la fortaleza se debía hallar el templo del dios Poseidón; pero sus excavaciones y otros trabajos posteriores no dieron resultado.
Solo en 1952 otro equipo de arqueólogos de la universidad de Chicago, dirigidos por Oscar Broneer, siguiendo las excavaciones en la zona al oeste de la fortaleza, de acuerdo con la Escuela Americana de Estudios Clásicos de Atenas, tuvo la suerte de encontrar, ya en la primera trinchera, los cortes en la roca correspondientes a los cimientos del templo.
Contemporáneamente, el servicio arqueológico griego iniciaba, un poco más al sur, la excavación de un largo muro de técnica ciclópea, que posteriormente se reveló de fragmentos cerámicos, correspondiente a la época micénica (siglo XIII a. C.) y que demostraba la antigüedad de la zona.
De 1952 a 1960 fueron excavados los restos del santuario de Poseidón Istmio, del Palemonion y el teatro. Excepto las termas romanas y el teatro que se han conservado parcialmente, de los otros monumentos quedan los cimientos o poco más. Las columnas, bloques de piedra y otros elementos constructivos se utilizaron el siglo VI para construir el Muro Largo del Istmo y la cercana fortaleza de Justiniano II. 
A partir de 1967 las excavaciones fueron retomadas por la Universidad de Los Ángeles junto con la Escuela Americana de Estudios Clásicos de Atenas, y estuvieron dirigidas por Paul A. Clemente. En las termas romanas se sacaron a la luz pavimentos grandes y bien conservados de mosaicos.

## Museo arqueológico
El Museo Arqueológico de Istmia, en funcionamiento desde 1978, expone los objetos descubiertos en el sitio arqueológico, además de otros hallados en las inmediaciones, en especial en las excavaciones del puerto antiguo de Céncreas, donde se hallaron grandes placas decorativas de vidrio coloreado.